# فرانز آرثر شولتسه
فرانز آرثر شولتس (بالألمانية: Franz Arthur Schulze) (و. 1872 – 1942 م) هو فيزيائي، وأستاذ جامعي من ألمانيا .

## مناصب وهيئات
أدار جامعة ماربورغ.